# Jaume Palau i Albet
Jaume Palau i Albet (Calafell, Baix Penedès, 1935 - 5 de desembre de 2000) fou un químic, bioquímic i biòleg molecular català.
Doctorat en ciències químiques per la Universitat de Barcelona. Fou fundador i primer director de l'Institut de Biologia Fonamental de la Universitat Autònoma de Barcelona i de l'Institut de Biologia de Barcelona del CSIC. Catedràtic de bioquímica i biologia molecular de la Universitat Rovira i Virgili, des del 1971 fou membre acadèmic de l'Organització Europea de Biologia Molecular.
Ha estudiat l'estructura i funció de les proteïnes i àcids nucleics, destacant en biologia macromolecular. El 1982-1985 fou president de la Societat Catalana de Biologia, el 1979-1985 president del comitè espanyol de la Unió Internacional de Ciències Biològiques i el 1980-1984 de la Sociedad Española de Bioquímica. També ha participat en nombrosos simposis i el 1984 fou vicepresident del XII Congrés de Metges i Biòlegs de Llengua Catalana.
El 1986 va rebre la Medalla Narcís Monturiol per la seva important contribució al desenvolupament de la biologia molecular a Catalunya i pels seus treballs sobre l'estructura de la cromatina i l'aïllament de gens de plantes. També ha estudiat malalties autoimmunitàries, mecanística enzimàtica i transferència horitzontal de gens.